# Aiguillon Construction
 (septembre 2015).
SA d'HLM Aiguillon Construction est une entreprise sociale pour l’habitat (ESH) implantée dans l'ouest de la France depuis 1902. Filiale du groupe Arcade VYV, Aiguillon construction est constructeur et gestionnaire de logements sociaux.

## Historique
L'origine d'Aiguillon construction remonte à 1902 lorsque fut créée la Ruche Ouvrière Rennaise qui construisit environ 400 logements.
En 1953, au lendemain de sa reprise d'activité interrompue par la Seconde Guerre mondiale, elle devint la Coopérative régionale de construction d'HLM, et connut un large développement dans le triple domaine de la location simple, de la location coopérative et de la location attribution.
En 1965, la Coopérative interrompit momentanément son activité de construction afin de trouver son second souffle. Cette pause permit de procéder à une large réorganisation qui conduisit à scinder, conformément d'ailleurs aux textes réglementaires, les différentes activités de construction. C'est à cette époque (1969) que fut créée la Société anonyme d'HLM Le Foyer moderne, qui devint rapidement Aiguillon Construction.
En octobre 1987, après une période d'administration provisoire, le capital de la société fait l'objet d'une restructuration par l'entrée dans son tour de table d'un important groupe immobilier et financier : le groupe Arcade, principal actionnaire, de collecteurs 1 % : ASTRIA 1 % logement et le Comité professionnel du logement, de partenaires financiers : la Caisse régionale de Crédit agricole d'Ille-et-Vilaine et le Crédit mutuel de Bretagne, du personnel regroupé au sein de la SOCAC.
En 1989, Denis Bimbenet prend la fonction de directeur général. Il quitte ses fonctions dans le cadre de son départ à la retraite le 28 octobre 2011 et devient président d’Aiguillon Construction. Jacques Wolfrom prend sa suite au poste de directeur général jusqu’au 22 mai 2015 pour rejoindre le groupe Arcade VYV en tant que président du groupe.
Dans les années 1990, la société a renforcé ses services de proximité pour ses locataires avec la création de plusieurs agences à Rennes : Champs Manceaux (1998), Poterie  (1998) et Villejean (2000). En novembre 2000, Aiguillon construction a sollicité et obtenu l’autorisation d’exercer ses compétences sur l’ensemble du territoire national.
En 2003, l’entreprise a repris la coopérative HLM Berry Centre Prestations, devenue Aiguillon Résidences, ce qui lui a permis d’élargir ses possibilités territoriales d’action en matière d’accession sociale. En 2006, elle a ouvert une agence à Lorient. 

## Quelques chiffres clés…
- 24 642 logements construits dont 6 978 vendus en accession
- Gestionnaire immobilier de 15 682 logements loués
  - 13 580 appartements
  - 1 233 maisons individuelles
  - 2 553 équivalents logements sur 40 foyers gérés par 33 gestionnaires.
- 3 596 dossiers passés en commission d’attribution
- + de 29 500 habitants occupent un logement Aiguillon

Aiguillon exerce sa mission d’intérêt général dans le domaine de l’habitat social au sein de quatre départements (Ille-et-Vilaine, Finistère, Loire-Atlantique et Morbihan) et dans 194 communes.
En 2017, l’équipe est constituée de 234 femmes et hommes exerçant :
- au Siège social à Rennes
- au sein de 9 agences territoriales :
  - 4 en Ille-et-Vilaine :
    - Agence Bréquigny – Pays des Vallons
    - Agence Poterie – Pays de Vitré
    - Agence Villejean – Pays de Saint-Malo
    - Agence de Saint-Malo

  - 3 en Finistère : Morlaix, Brest, Quimper
  - 1 en Loire-Atlantique : Nantes
  - 1 en Morbihan : Lorient.

## Données financières et actionnariat
- CA : 81 600 000 €
- Résultat : 13 500 000 €
- Actionnariat :